# Polydora peristomialis
Polydora peristomialis är en ringmaskart som beskrevs av Hartman 1974. Polydora peristomialis ingår i släktet Polydora och familjen Spionidae. Inga underarter finns listade i Catalogue of Life.